# Beavatás
A beavatás (latin: initiatio) egy átmeneti rítus , amely az egyén egy közösségbe vagy társadalmi csoportba való belépését vagy elfogadását jelzi. Olyan, gyakran vallási fogalom, amely vallásokon átívelő jelentést hordoz: jelöli egyrészt a tagságra pályázó ember beavatását a vallás (hit)titkaiba, másrészt befogadását a vallási közösségbe. 
A beavatás az egyén (általában rituális) új állapotba való átlépése, amely minden vallásban megtalálható, s az a célja, hogy új vallási közösségbe fogadja be, vagy új állapotba léptesse át a közösségen belül. 
Az emberiség történetében sokféle beavatási szertartást ismerünk. Nem felnőtt emberek, sőt csecsemők is részesülhetnek a beavatás rítusában, holott ők természetesen nem válhatnak "beavatottakká".

## Főbb elemek
A vallásokban a beavatási rítusok főbb elemei világszerte gyakran nagy hasonlóságot mutatnak. Ezekː
- Elkülönítés

Az egyént elkülönítik a közösség többi tagjától és olyan helyre költöztetik, amelyet külön a jelölteknek alakítottak ki. Itt történik meg a felkészítés.
- Megtisztulás (testi-lelki)

A megtisztulás alatt az egyénnek gyakran tartózkodnia kell a nemi érintkezéstől, egyúttal népenként és vallásonként eltérő étrendet vagy böjtöt írnak elő.
- Jelképes halál

A képletes halállal véget ér az egyén egy életszakasza, hogy egy új korszakot kezdjen.
- Újjászületés

A beavatás szertartása után az egyén gyakran új nevet kap és megkezdheti új életét. A római katolikusoknál bérmáláskor, az apácák és szerzetesek felavatásakor is új nevet kapnak, akárcsak a pápává választott püspök.

## Példák
Beavatások a különféle vallásokban:
- a zsidóságban a körülmetélés és a bar-micvó
- a kereszténységben a legfőbb beavatás a keresztség
  - ezen kívül a római katolikusoknál a bérmálást és az eucharisztiát is beavató szentségeknek nevezik, mivel ezen szentségek vételével kerül be a hívő a teljes egyházi kommúnióba[3]
  - a protestantizmusban a konfirmáció
- az iszlámban a bajat (paktum), amellyel a szúfi növendék a rend tagjává válik
- a "kétszer-született" hinduk körében az upanajana
- a buddhizmusban, hinduizmusban az abhiséka
- az indiai vallásokban a díksá, főleg a dzsainizmusban
- a szikhizmusban a khandé dí páhul